# صندوق كلية نيغرو المتحدة
صندوق كلية نيغرو المتحدة (UNCF)، المعروف أيضًا باسم الصندوق المتحد، هو مؤسسة خيرية أمريكية تمول المنح الدراسية للطلاب السود وصناديق المنح العامة لـ 37 جامعة وكلية السود التاريخية الخاصة. تم تأسيس الصندوق في 25 أبريل 1944 بواسطة فريدريك باترسون (الذي كان آنذاك رئيسًا لجامعة توسكيجي الآن) وماري ماكلويد بيثون وآخرين. يقع مقر الصندوق في 1805 شارع السابع، NW في واشنطن العاصمة. في عام 2005، دعم الصندوق حوالي 65000 طالب في أكثر من 900 كلية وجامعة بحوالي 113 مليون دولار من المنح والمنح الدراسية. حوالي 60٪ من هؤلاء الطلاب هم الأوائل في أسرهم الذين يلتحقون بالكلية، و 62٪ لديهم دخل عائلي سنوي أقل من 25،000 دولار. تدير UNCF أيضًا أكثر من 450 منحة دراسية محددة.
رئيس الصندوق والرئيس التنفيذي هو مايكل لوماكس . وكان من بين الرؤساء السابقين للصندوق وليام هـ. جراي وفيرنون جوردان .